# ヴォルトゥラーラ・イルピーナ
ヴォルトゥラーラ・イルピーナ（伊: Volturara Irpina）は、イタリア共和国カンパニア州アヴェッリーノ県にある、人口約3,200人の基礎自治体（コムーネ）。

## 地理

### 位置・広がり

#### 隣接コムーネ
隣接するコムーネは以下の通り。
- カステルヴェーテレ・スル・カローレ
- キウザーノ・ディ・サン・ドメーニコ
- モンテッラ
- モンテマラーノ
- サルツァ・イルピーナ
- サント・ステーファノ・デル・ソーレ
- セリーノ
- ソルボ・セルピコ